# Síran olovnatý
Síran olovnatý (PbSO4) je bílý krystalický síran dvoumocného olova. Triviálně se označuje jako olověná běloba (nezaměňovat s olovnatou bělobou). Síran olovnatý se přírodě vyskytuje jako minerál anglesit.

## Vlastnosti
Tento síran je nerozpustný ve vodě a v alkoholech, na druhou stranu se poměrně dobře rozpouští v chlorovodíkové a v dusičné kyselině, stejně jako v kyselině sírové (lépe v koncentrovanější). Také se rozpouští v hydroxidu sodném a v roztocích amonných solí. Síran olovnatý tvoří jako minerál jednoklonné nebo kosočtverečné krystaly.
Ačkoliv ho autoři v 19. století považovali za neškodný, je to toxická látka, nebezpečná zejména v případě, kdy dojde k vdechnutí nebo polknutí prachu síranu olovnatého. Je to kumulativní jed, hromadí se v těle a způsobuje otravu olovem. Zejména jeho využití v divadelních šminkách, kde se používal, protože ve směsi s olejem nepodporuje jeho vysychání, bylo velmi nebezpečné. Také malířská barviva založená na této látce jsou tedy nebezpečná. Vzniká při vybíjení v olověných akumulátorech v automobilech.

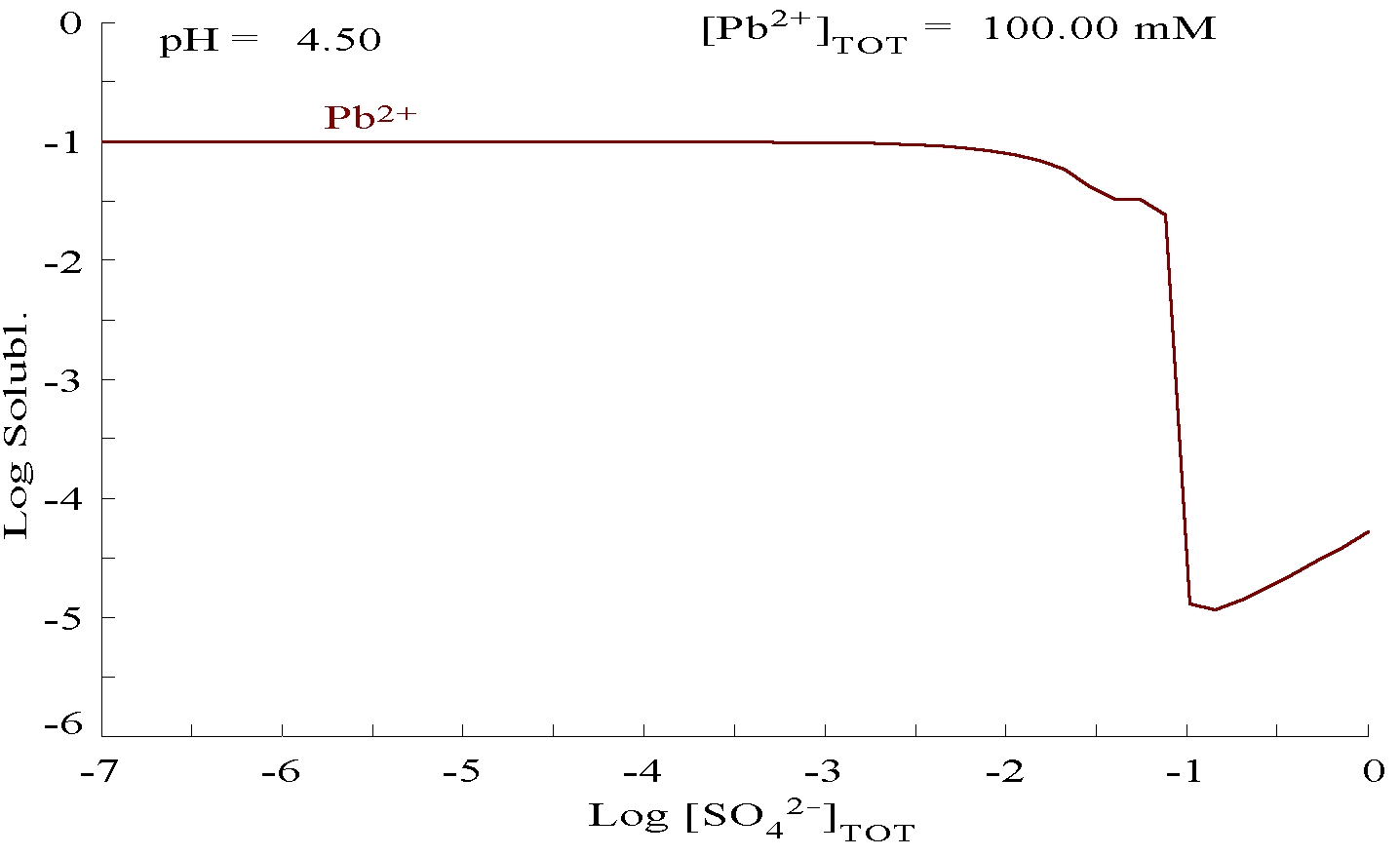
graf rozpustnosti (pH 4,50)

## Příprava
Tato látka se dá vyrobit z vodného roztoku obsahujícího rozpuštěnou olovnatou sůl (např. dusičnan), pokud do roztoku přidáme kyselinu sírovou. Síran olovnatý však vzniká i reakcí oxidu, hydroxidu nebo uhličitanu olovnatého právě s kyselinou sírovou.